# Biblioteka Główna Uniwersytetu Marii Curie-Skłodowskiej
Biblioteka Główna UMCS – biblioteka akademicka, główna część centrum informacyjno-bibliotecznego Uniwersytetu Marii Curie-Skłodowskiej w Lublinie.

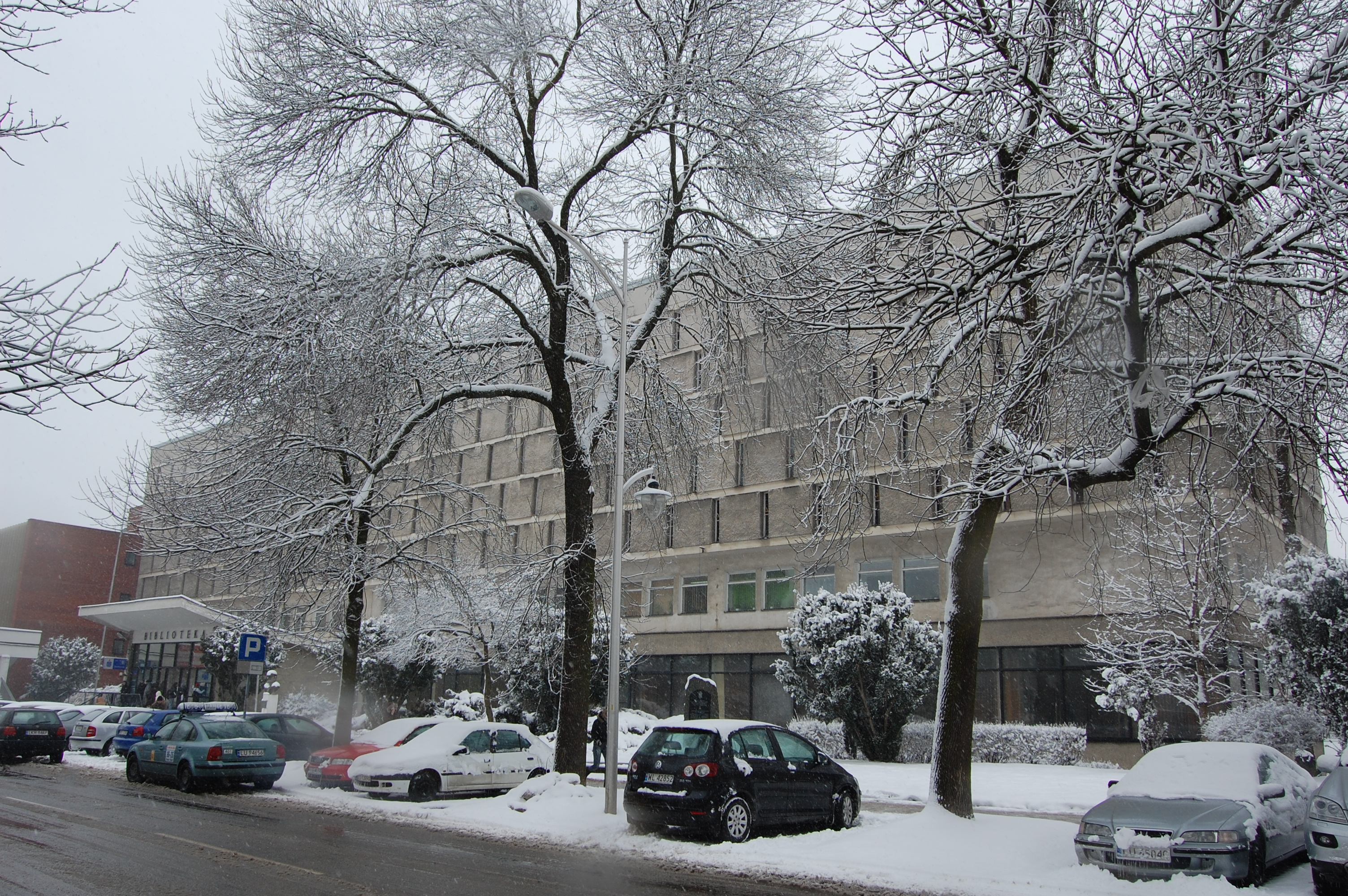
Biblioteka Główna UMCS (stara część)

Została utworzona w 1944 wkrótce po powołaniu UMCS (23 października 1944). Od 1968 roku jej główna siedziba mieści się w gmachu przy ul. Radziszewskiego. Na początku XXI w. został on rozbudowany o nowe skrzydło.
Na koniec 2017 księgozbiór biblioteki liczył 1,7 mln woluminów. Biblioteka Główna wraz z 16 bibliotekami wydziałowymi tworzy centrum informacyjno-biblioteczne uczelni. Oprócz udostępniania własnych zasobów, umożliwia czytelnikom dostęp z kilkudziesięciu komputerów do bibliotek, katalogów i serwisów informacyjnych całego świata.

## Struktura organizacyjna
- Oddział Gromadzenia i Uzupełniania Zbiorów[3]

- Oddział Opracowania Zbiorów[4]

- Oddział Wydawnictw Ciągłych[5]

- Oddział Udostępniania Zbiorów[6]

- Oddział Przechowywania i Ochrony[7]

- Oddział Informacji Naukowej[8]

- Oddział Zbiorów Specjalnych[9]

- Oddział Komputeryzacji[10]
- Samodzielna Sekcja Kontroli Zbiorów[11]
- Samodzielna Sekcja Reprografii i Konserwacji Zbiorów[12]